# شهرستان خاباروفسکی
شهرستان خاباروفسکی (به لاتین: Khabarovsky District) یک شهرستان در روسیه است که در سرزمین خاباروفسک واقع شده‌است.